# 대명준
대명준(大明俊, ?~?)은 발해의 왕자이다.

## 생애
발해의 사신으로서 832년과 837년 당나라에 파견되었다.

## 참고 자료
- 《구당서》